# Dosches
Dosches [dɔʃ] est une commune française, située dans le département de l'Aube en région Grand Est.

## Géographie
| - OpenStreetMap Limite communale. |

| Mesnil-Sellières  |         | Rouilly-Sacey |
| Laubressel        | Dosches |               |
| Lusigny-sur-Barse |         | Géraudot      |

### Toponymie

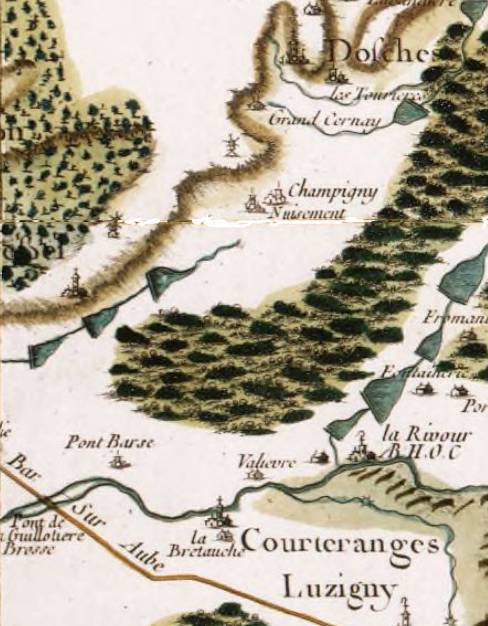
Sur la carte de Cassini.

Vient du latin Doschia d'où l'écriture Dosche découlait. Les écarts de Bas-Bois, la Bergerie, la Carpière des Buissons, la Côte-aux-Suisses, Courmont, Fromentel, Grand-étang-de-Rosson, la Loge-aux-Bourgeois, la Motte-Rosson, le Moulin-à-Vent, Rosson, le Russeau, Saint-Jean, les Souchères, les Tourrières, le Tronchay, Vaudemanche, sur un cadastre de 1820.

### Hydrographie
La commune est dans la région hydrographique « la Seine de sa source au confluent de l'Oise (exclu) » au sein du bassin Seine-Normandie. Elle est drainée par le Grand Ru, un bras du Grand Ru, le Fossé 01 de la Fromentelle, le Fossé 01 de l'Étang des Souchères, le Fossé 01 du Bas Bois, le Fossé 02 de l'Étang, le Gros Poncet, le ru des Echelles, le ru des Forges et le ruisseau Grand Canal,.

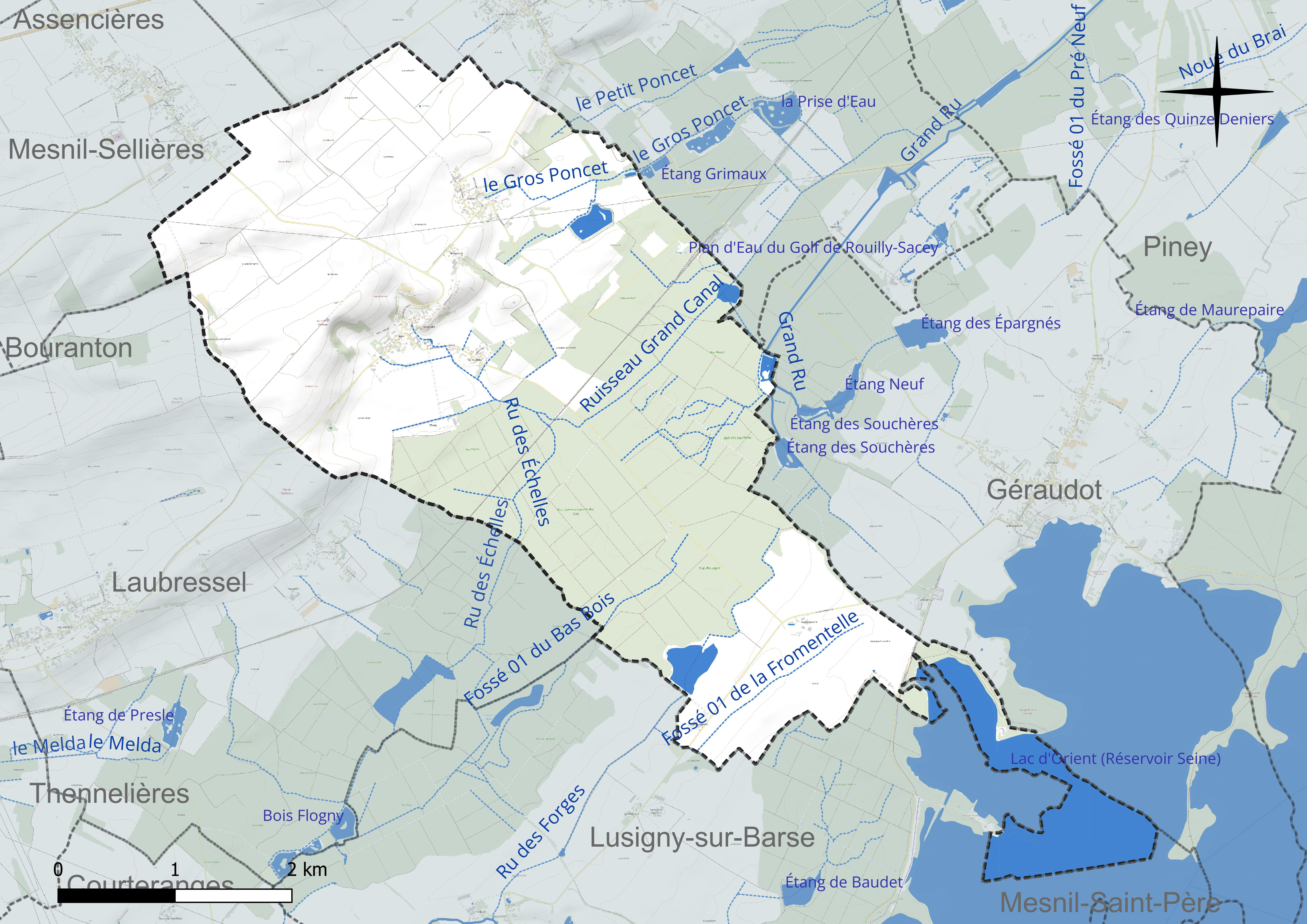
Réseau hydrographique de Dosches.

Quatre plans d'eau complètent le réseau hydrographique : le lac d'Orient (le réservoir Seine), d'une superficie totale de 2 271,3 ha (117,7 ha sur la commune), le plan d'eau du Bois Margot (1,8 ha), l'étang des Lavards (11,2 ha) et l'étang Grimaux (0,3 ha),.

### Climat
Pour des articles plus généraux, voir Climat du Grand Est et Climat de l'Aube.
En 2010, le climat de la commune est de type climat océanique dégradé des plaines du Centre et du Nord, selon une étude du Centre national de la recherche scientifique s'appuyant sur une série de données couvrant la période 1971-2000. En 2020, Météo-France publie une typologie des climats de la France métropolitaine dans laquelle la commune est exposée à un climat océanique altéré et est dans la région climatique Lorraine, plateau de Langres, Morvan, caractérisée par un hiver rude (1,5 °C), des vents modérés et des brouillards fréquents en automne et hiver.
Pour la période 1971-2000, la température annuelle moyenne est de 10,4 °C, avec une amplitude thermique annuelle de 15,9 °C. Le cumul annuel moyen de précipitations est de 748 mm, avec 11,6 jours de précipitations en janvier et 8,1 jours en juillet. Pour la période 1991-2020, la température moyenne annuelle observée sur la station météorologique de Météo-France la plus proche, « Mesnil-Saint-Père », sur la commune de Mesnil-Saint-Père à 10 km à vol d'oiseau, est de 11,4 °C et le cumul annuel moyen de précipitations est de 772,6 mm. 
La température maximale relevée sur cette station est de 41 °C, atteinte le 25 juillet 2019 ; la température minimale est de −20,5 °C, atteinte le 2 janvier 1997,,.
Les paramètres climatiques de la commune ont été estimés pour le milieu du siècle (2041-2070) selon différents scénarios d'émission de gaz à effet de serre à partir des nouvelles projections climatiques de référence DRIAS-2020. Ils sont consultables sur un site dédié publié par Météo-France en novembre 2022.

## Urbanisme

### Typologie
Au 1er janvier 2024, Dosches est catégorisée commune rurale à habitat dispersé, selon la nouvelle grille communale de densité à 7 niveaux définie par l'Insee en 2022.
Elle est située hors unité urbaine. Par ailleurs la commune fait partie de l'aire d'attraction de Troyes, dont elle est une commune de la couronne,. Cette aire, qui regroupe 209 communes, est catégorisée dans les aires de 200 000 à moins de 700 000 habitants,.
La commune, bordée par un plan d’eau intérieur d’une superficie supérieure à 1 000 hectares, le lac d'Orient, est également une commune littorale au sens de la loi du 3 janvier 1986, dite loi littoral. Des dispositions spécifiques d’urbanisme s’y appliquent dès lors afin de préserver les espaces naturels, les sites, les paysages et l’équilibre écologique du littoral, tel le principe d'inconstructibilité, en dehors des espaces urbanisés, sur la bande littorale des 100 mètres, ou plus si le plan local d’urbanisme le prévoit.

### Occupation des sols
L'occupation des sols de la commune, telle qu'elle ressort de la base de données européenne d’occupation biophysique des sols Corine Land Cover (CLC), est marquée par l'importance des territoires agricoles (55,3 % en 2018), une proportion identique à celle de 1990 (55,3 %). La répartition détaillée en 2018 est la suivante : 
terres arables (53,1 %), forêts (37,3 %), eaux continentales (5 %), zones urbanisées (2,4 %), zones agricoles hétérogènes (2,2 %). L'évolution de l’occupation des sols de la commune et de ses infrastructures peut être observée sur les différentes représentations cartographiques du territoire : la carte de Cassini (XVIIIe siècle), la carte d'état-major (1820-1866) et les cartes ou photos aériennes de l'IGN pour la période actuelle (1950 à aujourd'hui).

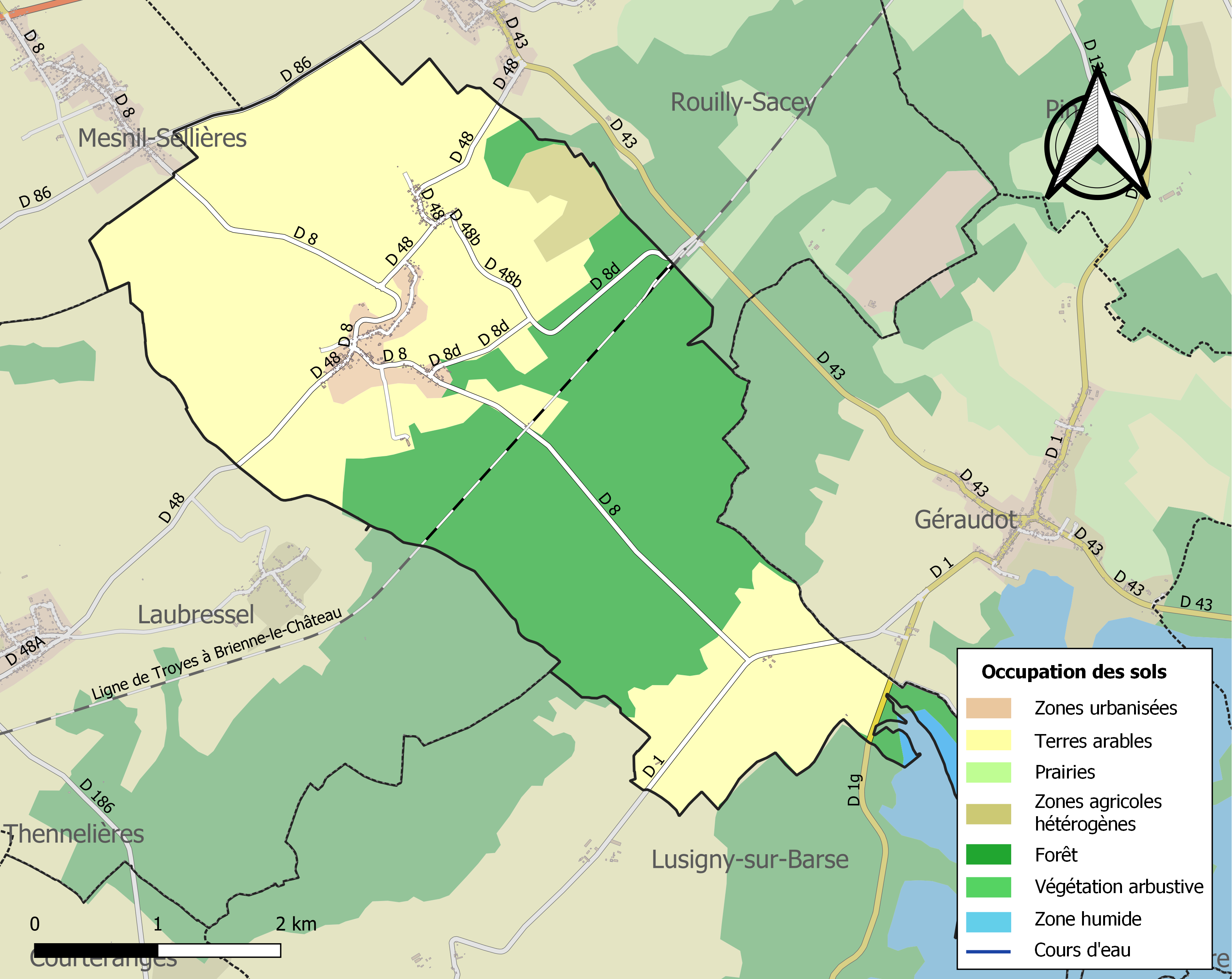
Carte des infrastructures et de l'occupation des sols de la commune en 2018 (CLC).

## Histoire
Il y avait là une grange dépendant du prieuré de Foissy constatée dès 1234 et qui possédait une partie du bois ; ledit bois avait aussi comme propriétaire pour mil arpents l'abbaye de Larrivour, ainsi qu'un prieuré qui dépendait de l'abbaye Saint-Martin-ès-Aires de Troyes. Le fief de Dosche relevait de la seigneurie de Chappes.
En 1789 le village dépendait de l'intendance et de la généralité de Châlons, du bailliage de Troyes et était le siège d'une mairie royale qui comprenait aussi les hameaux, Assencières et le Mesnil-Sellières. La commune dépendait du canton de Géraudot avant d'être incorporée à celui de Thennelière le 29 novembre 1790.

### Rosson
Une maison forte existait dès le XIIIe siècle qui est aussi attestée en 1558 comme "maison seigneuriale fermée de murailles et fossez tout allentour".
Un gagnage ou domaine des templiers existait depuis la donation d'André de Rosson en 1220. Elle faisait partie de la commanderie de Bonlieu qui fut unie à la commanderie de Troyes par les hospitaliers. Ruinée au XVe siècle elle fut mise en bail emphytéotique pour deux générations avec charge aux preneurs de relever les habitations. Elles appartenaient à M. Deheurles au milieu du XIXe siècle.
En 1789, la communauté de Rosson dépendait de l'intendance et de la généralité de Châlons, de l'élection et du bailliage de Troyes. C'était une ancienne mairie royale dépendant de celle de Dosches et fut une commune qui dépendait de la circonscription d'Aujon du 29 janvier au 29 novembre 1790. Le 27 pluviôse an III un arrêté de district unissait Rosson à Dosches qui comptait 80 habitants en 1790.

### Le Tronchay

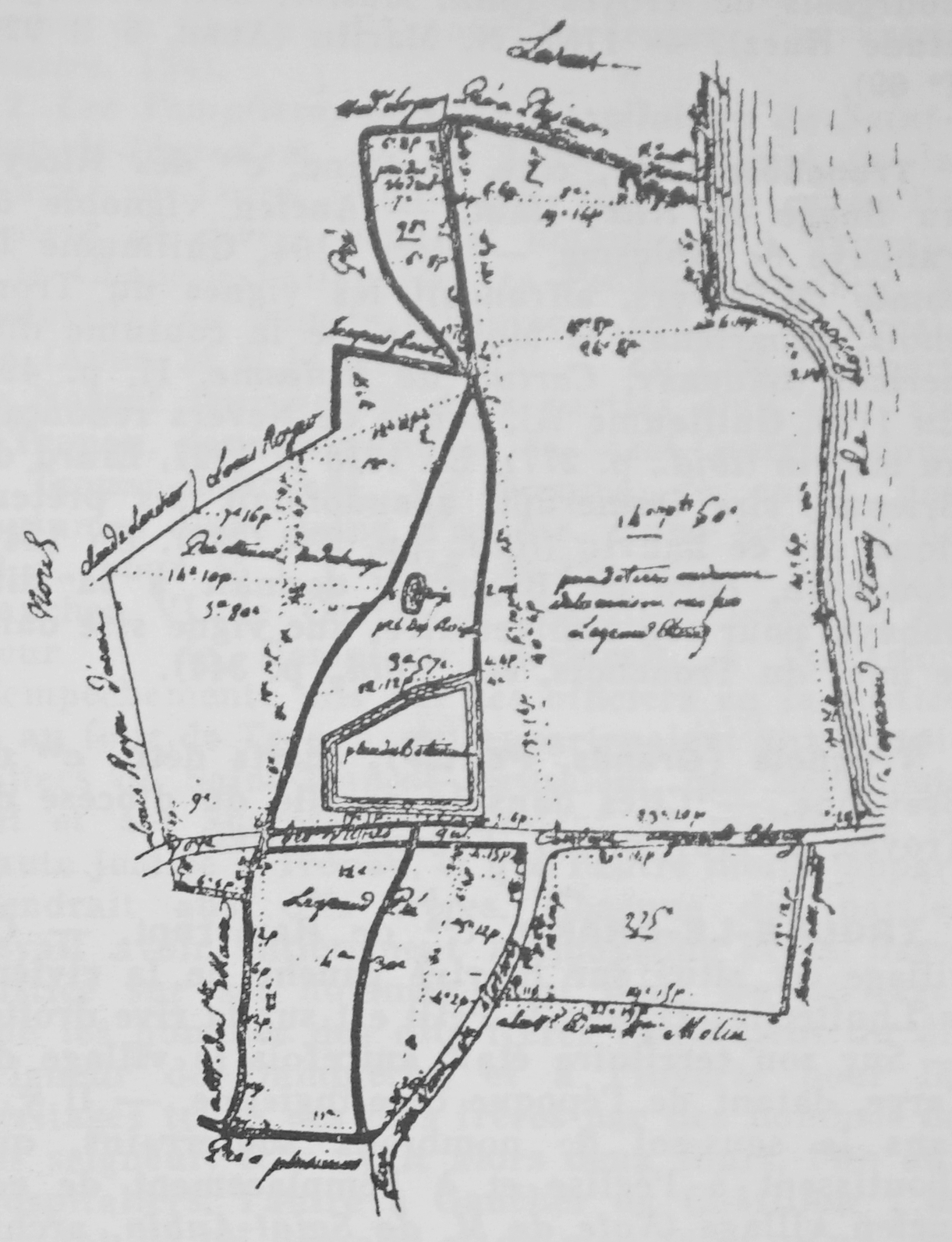
Les terres du Tronchay.

Ou Tronchet, ancienne seigneurie du finage de Rosson, aussi nommée La Maison-des-Prés, la Motte-Rosson. L'écuyer Jean du Tronchay la vendait en 1330 à Jacques de la Noue et Marguerite dame de Poulaingis son épouse. Ces derniers en firent don au chapitre Basilique Saint-Urbain de Troyes le 13 septembre 1333. Le fief est décrit en 1558 : « la mothe du dict Tronchay fermez de fossez, en laquelle il y a maison, grange, estable, colombier » avait cent vingt-huit arpents de terres et avait haute et basse justice, droit d'usage sur la fontaine de Rosson.

## Politique et administration
| Période                                  | Période      | Identité             | Étiquette | Qualité                           |
| ---------------------------------------- | ------------ | -------------------- | --------- | --------------------------------- |
| juin 1995                                | février 2018 | Évelyne Perrot       | LR        | Sénatrice de l'Aube (depuis 2017) |
| février 2018                             | En cours     | Jean-François Chaume |           | Agriculteur céréalier             |
| Les données manquantes sont à compléter. |              |                      |           |                                   |

## Démographie
L'évolution du nombre d'habitants est connue à travers les recensements de la population effectués dans la commune depuis 1793. Pour les communes de moins de 10 000 habitants, une enquête de recensement portant sur toute la population est réalisée tous les cinq ans, les populations de référence des années intermédiaires étant quant à elles estimées par interpolation ou extrapolation. Pour la commune, le premier recensement exhaustif entrant dans le cadre du nouveau dispositif a été réalisé en 2008.

En 2022, la commune comptait 312 habitants, en évolution de +6,12 % par rapport à 2016 (Aube : +0,7 %, France hors Mayotte : +2,11 %).
| 1793 | 1800 | 1806 | 1821 | 1831 | 1836 | 1841 | 1846 | 1851 |
| ---- | ---- | ---- | ---- | ---- | ---- | ---- | ---- | ---- |
| 219  | 352  | 398  | 383  | 416  | 446  | 440  | 463  | 440  |

| 1856 | 1861 | 1866 | 1872 | 1876 | 1881 | 1886 | 1891 | 1896 |
| ---- | ---- | ---- | ---- | ---- | ---- | ---- | ---- | ---- |
| 371  | 375  | 353  | 322  | 316  | 291  | 284  | 266  | 279  |

| 1901 | 1906 | 1911 | 1921 | 1926 | 1931 | 1936 | 1946 | 1954 |
| ---- | ---- | ---- | ---- | ---- | ---- | ---- | ---- | ---- |
| 249  | 249  | 249  | 247  | 249  | 235  | 193  | 195  | 194  |

| 1962 | 1968 | 1975 | 1982 | 1990 | 1999 | 2006 | 2008 | 2013 |
| ---- | ---- | ---- | ---- | ---- | ---- | ---- | ---- | ---- |
| 176  | 178  | 159  | 196  | 237  | 237  | 277  | 288  | 298  |

| 2018 | 2022 | - | - | - | - | - | - | - |
| ---- | ---- | - | - | - | - | - | - | - |
| 295  | 312  | - | - | - | - | - | - | - |

## Lieux et monuments

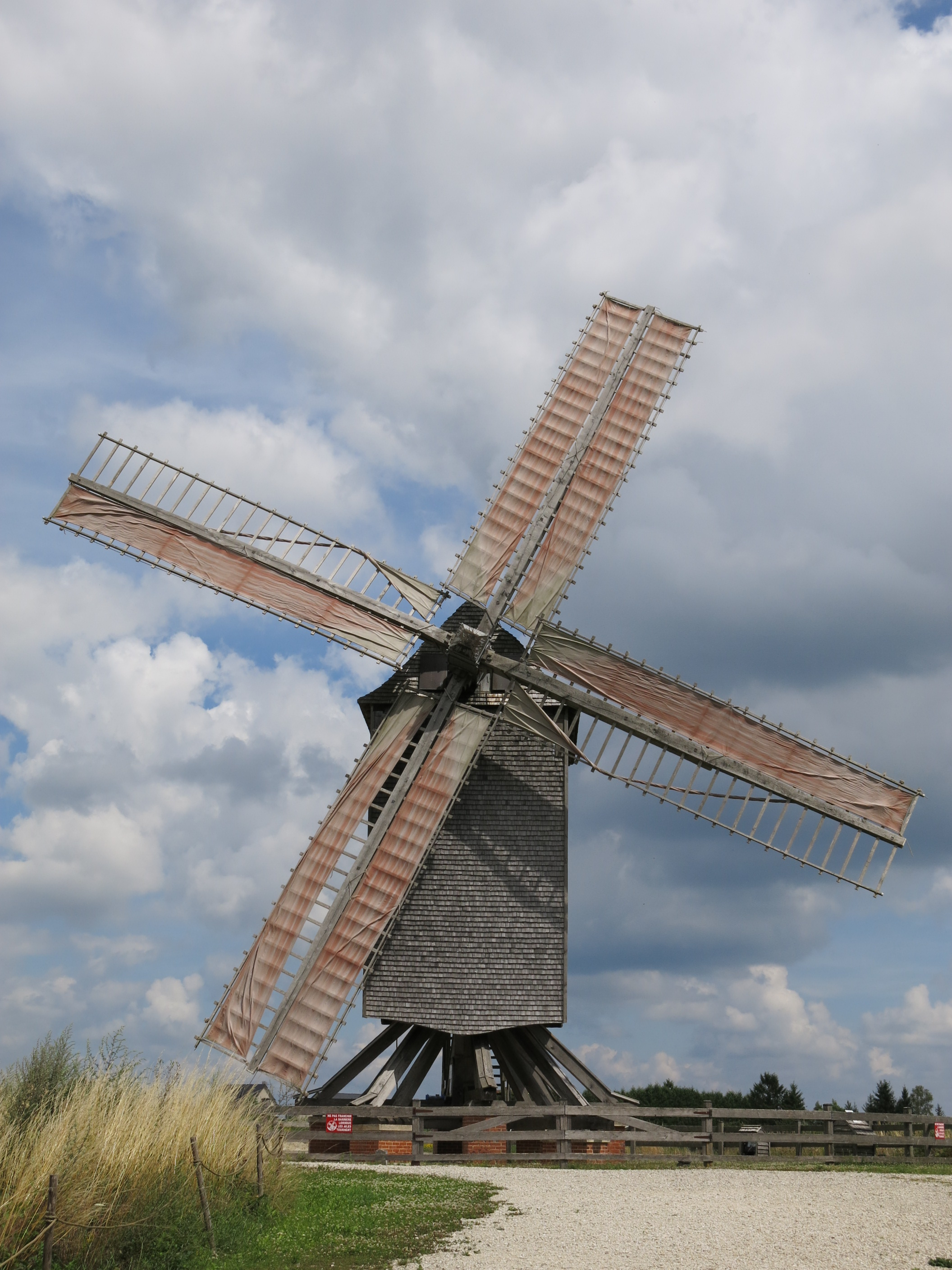
Le moulin de Dosches.

- Le moulin de Dosches est la reconstruction récente d'un moulin à vent typique de ceux qui étaient installés en Champagne au XVIIIe siècle. Il a été édifié d'octobre 2004 à octobre 2006, sous l'égide de l'Association des Moulins à vent champenois sur les plans de ceux d'autrefois.

Il s'accompagne d'une grange aux dîmes authentique du XVe siècle qui a été démontée et reconstruite sur place.
- L'église, sous le vocable de Jean-Baptiste, c'était un prieuré-cure du Grand doyenné de Troyes et le prieuré dépendait de l'église Saint-Martin-ès-Vignes depuis 1193. Elle a une nef et une abside du XVIe siècle, la nef est du début du XIXe[27]. L'église avait pour succursale celle de Rosson. Elle a une Vierge de pitié du XVIe siècle[28], une Vierge à l'enfant du XIVe siècle[29] en bois peint polychrome. Un saint Fiacre[30] en pierre monochrome du XVIe siècle et un saint Nicolas du XVIe siècle[31], en pierre.

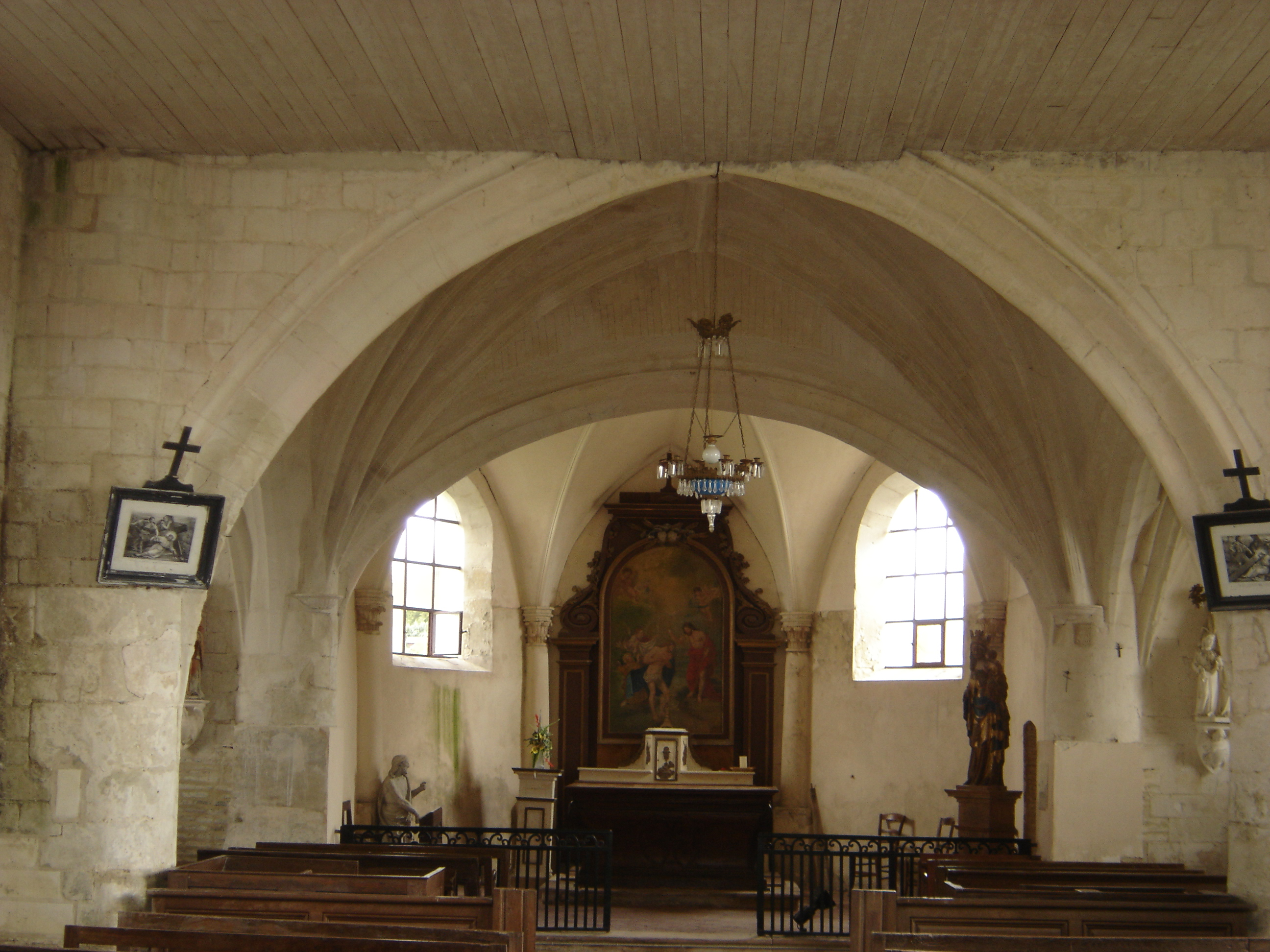
Église Saint-Jean-Baptiste de Dosches.
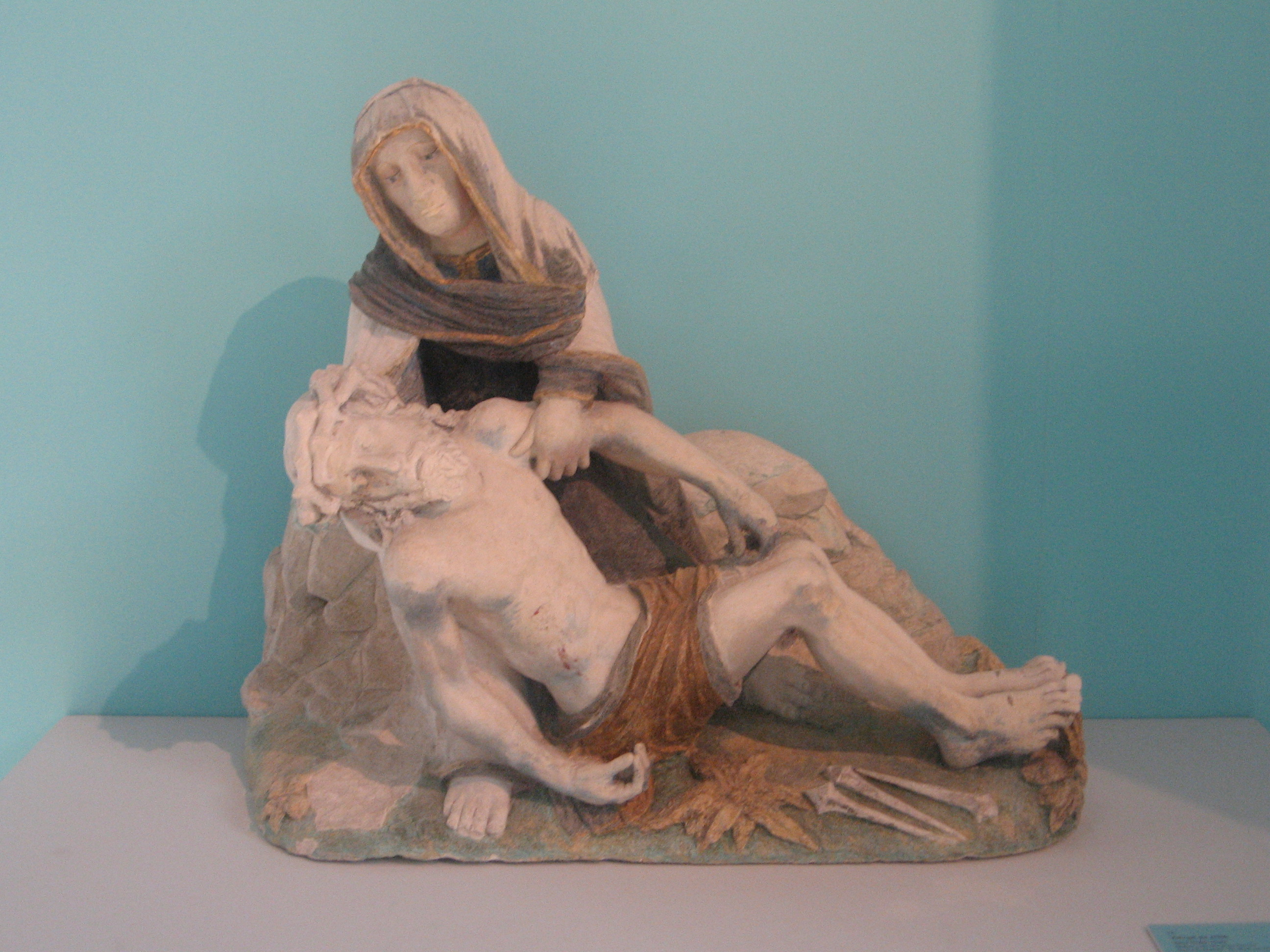
Vierge de Pitié.
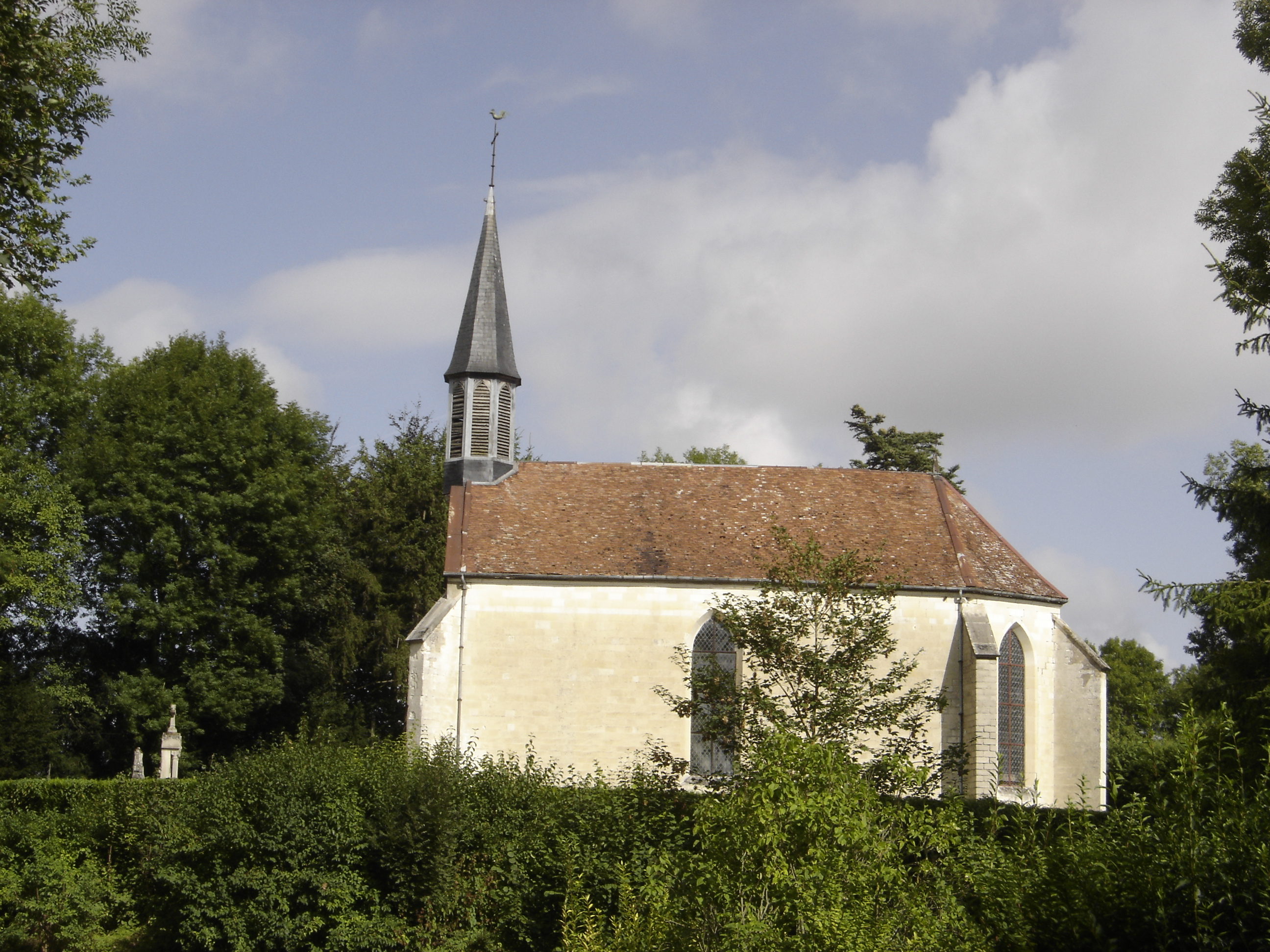
Chapelle.

- Château décrit en 1399 : la motte de Dosche, close de fossez, ensemble de maisons...un coulombier de terre, couvert de tuiles[32]. Le bâtiment du XVIIe siècle se trouve proche de l'église au pied de la motte.
- La chapelle de Rosson sous le vocable de Saint-Pierre-ès-Liens est citée par Eugène III en 1152 qui en confirmait la possession à l'église de Troyes. Elle fut rebâtie en 1852 et possède une Vierge à l'enfant[33] du XIVe siècle en pierre et une autre en bois du XIIIe siècle[34] qui se trouve au musée de Brienne.

## Personnalités liées à la commune
- Pierre Nevelet.
- Eva Packo.